# Меч
Меч — вид холодної зброї із прямим клинком, призначений для рубання або уколу, у найширшому значенні — збірна назва всієї довгої зброї із прямим лезом.
На відміну від шаблі, меч не ріже. Як матеріал для виготовлення клинка здебільшого використовували метали: мідь, бронзу, залізо або сталь. Існує велика різноманітність мечів як за формою і розміром, так і за технікою фехтування ними. Здебільшого мечі мають два гострі краї (їх називають двосічними), хоча іноді використовували мечі з одним гострим краєм. Залежно від ваги мечі поділяють на одноручні, півтораручні й дворучні.

## Етимологія
Походження прасл. *mеčь/*mьčь досі неясне. Зазвичай вважається запозиченим з германських мов (гот. *mēkeis, дав.-ісл. mækir, давн-англ. méсе, дав.-сакс. mâki). Проте, припускається і запозичення цього слова до германських і слов'янських мов як з кельтських мов (від *mec(c)ant, *mec(c)ont («блискітливий»), яке пов'язується з пра-і.є. *meik, *mik — «виблискувати», «іскритися»), так і з якоїсь неіндоєвропейської мови (пор. груз. მახვა («гострий», «меч»), удинськ. мех («серп»), лезг. магъ («леміш») тощо).
Зіставлення з лат. mactāre («вбити», «зарізати»), як з ірл. machtaim, грец. μαχη («боротьба») і μαχαίρα («ніж», «махайра») і серед.-перс. маґен («меч») мало обґрунтовані.

## Визначення
У сучасному історичному зброєзнастві прийняте вужче визначення меча: наступальна зброя з обосічним прямим клинком завдовжки понад 60 сантиметрів, призначена насамперед для рубання. Зброя з однобічним заточенням клинка належить до палашів.
Проте, у побуті до мечів часто помилково відносять різні види зброї з вигнутим лезом, зокрема — японську зброю, включаючи катану й вакідзасі, які Державний стандарт відносить до дворучних шабель, а також зброю із прямим лезом з однобічним заточенням, що належать або до палашів, або до бойових ножів, тесаків та ін. (зокрема, фальшіон). Такі види зброї, як шпага й рапіра, теж зараховують до мечів, що не зовсім правильно — в існуючій класифікації вони виділяються в самостійні типи холодної зброї нарівні з мечем, хоча й пов'язані з ним своїм походженням.
В інших мовах прийняте своє, специфічне слововживання, відмінне від прийнятого в українській і російській зброєзнавчій традиції. Зокрема, у цілому ряді мов руба́льна зброя, із прямим і вигнутим лезом термінологічно ніяк не розділяється, і на українську мову звичайно перекладається як «меч», але насправді може відповідати в цьому контексті й іншим типам холодної зброї. Наприклад, англ. sword у широкому значенні може позначати як зброю з однобічним заточенням, так й двосічним, як із прямим, так і з вигнутим лезом, — для зазначення конкретного типу використаються уточнення (dress-sword — буквально «костюмний меч», тобто, легка шпага, яку носять із цивільним одягом; back-sword — букв. «меч із обухом» (однолезовий), включаючи палаш й шаблю; тощо).

## Історія
Перші мечі з'явилися у добу Бронзи. Їхніми попередниками були крем'яні, кістяні та мідяні ножі та кинджали. Розкопки на місцях поширення Трипільської культури показують, що люди енеоліту уживали як кістяні і кам'яні, так і металеві (мідяні) кинджали. Мідяні кинджали у Межиріччі стають невідійманою приналежністю воїна. Мідь була придатним матеріалом для ножів і кинджалів, проте, була малопридатною для довгих клинків. Тому до відкриття бронзи вироблення меча було неможливим. Хоча єгипетський мідяний кинджал IV—III тис. до н. е. сягає довжини 50 см і має додаткові вуси на руків'ї для жорсткості, можливість подовження мідяних клинків вичерпана.
Освоєння виплавлення бронзи уможливило виковувати довші клинки. Судячи зі всього, прототипом форми меча були ножі мінойського Криту і кельтської Британії: мечі там з'являються між 1500-м і 1100 р.р. до н. е. Первісно меч був не рублячою, а тільки колючою зброєю, і з цього погляду нагадував рапіру. З середини II тис. до н. е. мечі відомі в Межиріччі, Сирії, Середній Азії, пізніше — у Єгипті, Закавказзі, Європі. У праіндоєвропейській мові відновлюється корінь *ns-,*nsi-,*ensi- («бронзовий меч»), похідними від якого є дав.-інд. así- («меч», «шабля», «ніж»), авест. aŋhū- («меч»), дав.-гр. άορ («меч») і лат. ēnsis («меч»). З кінця II- початку І тисячоліття у Європі та Азії (Китай) відомі також довгі бронзові мечі. У той же час у Європі з'являються перші залізні мечі, які наслідують формою бронзові.
Хоча бронза була твердішим матеріалом порівняно з міддю, вона не дозволяла виготовляти з неї довгі і тонкі мечі: довжина бронзових мечів не перевищує 100 см. Початок широкого застосовування заліза приводить до появи перших залізних мечів, які незабаром витісняють бронзові. Втім, короткі залізні мечі використовувалися досить широко: грецький ксифос, скіфсько-перський акінак, римський гладіус застосовували як зброю близького бою. Довгі рублячі мечі використовували в Європі з другої половини І тис. до н. е.
В останні століття до нашої ери однолезові мечі відомі в Китаї. Подальша еволюція цього типу пов'язана з появою стремен, що уможливлювали завдавати з коня сильних рублячих ударів. Вона привела до виникнення у степових кочових народів у 5-8 ст. шабель.

## Будова

Частини меча.

Типовий меч складається з двох частин: клинка й руків'я (ефеса), з'єднаних хрестовиною, яка додатково захищає руку фехтувальника. До хрестовини часто додається гарда для додаткового захисту пальців. Для того, щоб рука не сповзала з держака руків'я, воно закінчується головкою (навершям). У Бронзову та Залізну добу навершя руків'я нерідко декорувалося вусиками («антенами»), також мали місце мечі з антропоморфним руків'ям.
У середні віки зі збільшенням ваги меча голівка стає важчою і служить противагою клинку. Вістря на кінці клинка призначене для того, щоб колоти, а один, у односічного меча, або два, у двосічного меча, бокові краї клинка, леза, загострені. Для зменшення ваги посередині клинка на плазі роблять дол (діл). Для збільшення міцності вздовж осі меча нерідко робилося ребро.

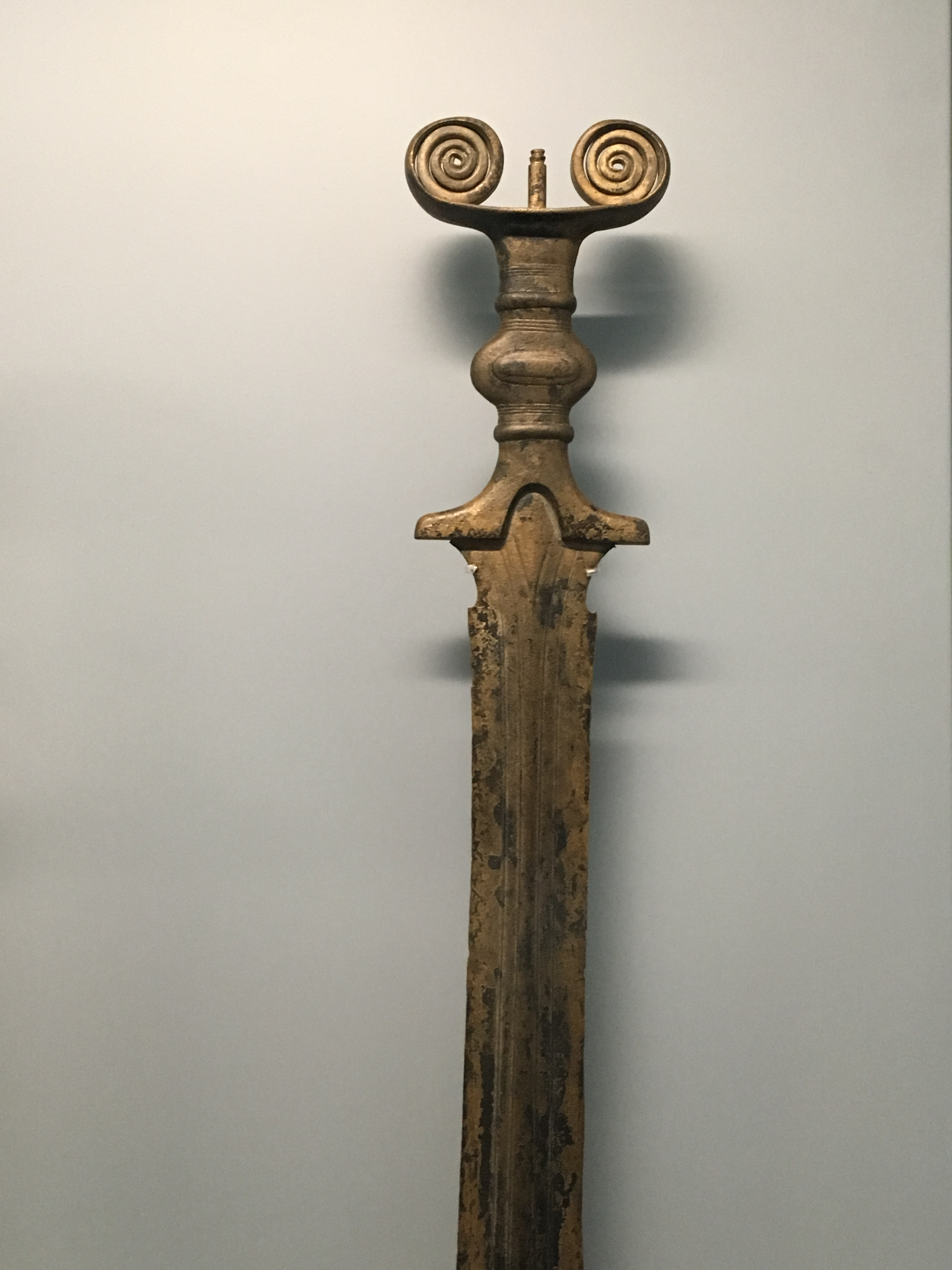
Меч з антенами, швейцарський музей Латеніум

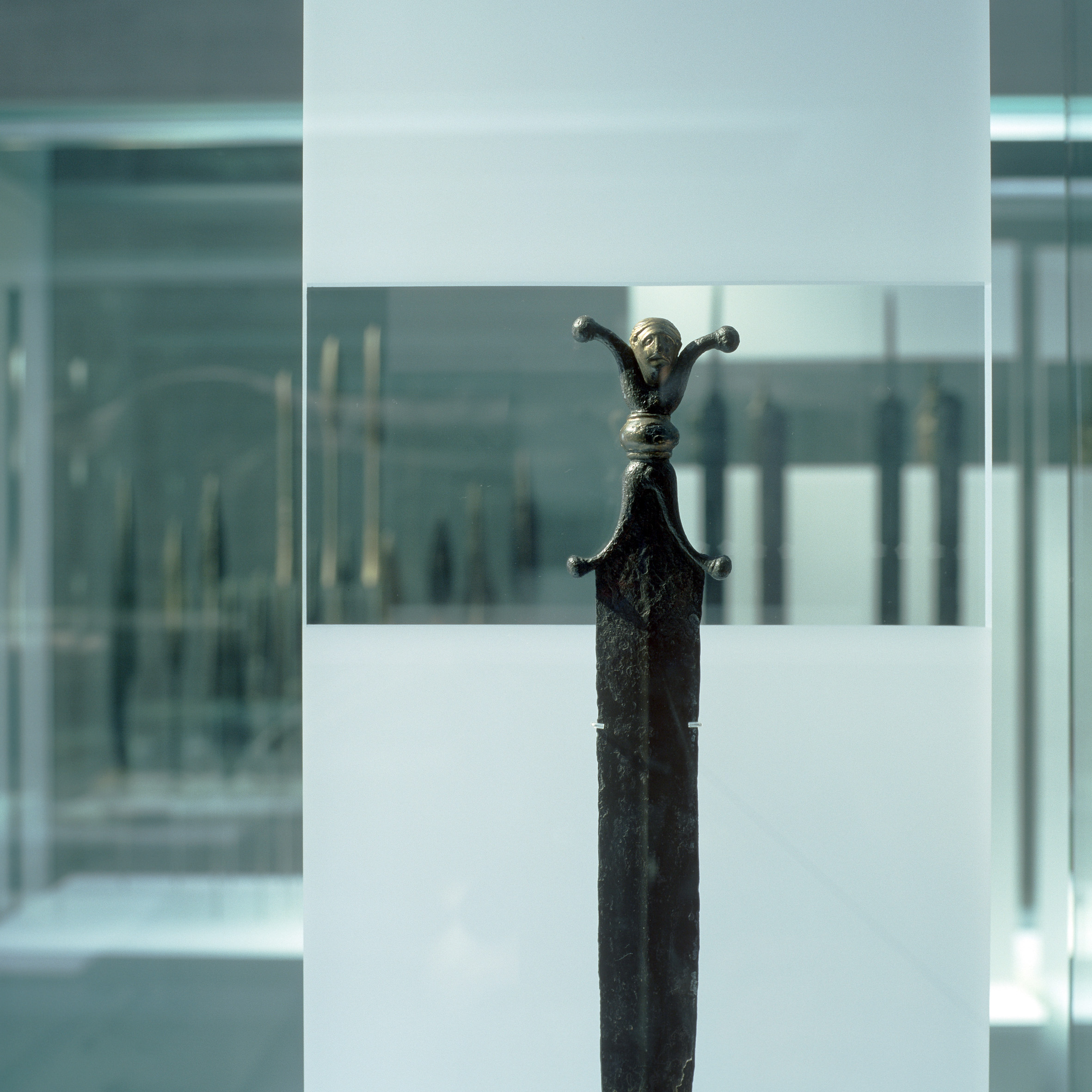
Кельтcький меч з антропоморфним руків'ям, музей Латеніум

Частина клинка, ближча до руків'я має назву застава, середня частина — міць, кінцева частина меча біля вістря називається штихом. Ці частини розділяються важливими для механіки меча точками: центром рівноваги й центром удару. Безпосередньо біля хрестовини в деяких мечів, наприклад, у німецького цвайгендера, є незагострена область, за яку можна схопитися іншою рукою для зручності удару. На цій частині меча зброярі зазвичай наносили своє тавро.
Меч зазвичай для безпеки носять у піхвах, які закривають гострі частини від випадкового контакту. Меч у піхвах прикріплявся до пояса або інколи носився на спині чи на плечі. Вершники часто прив'язували мечі, особливо важкі, до луки сідла.

## Класифікація й призначення
По способу й механізму нанесення ушкоджень цілі мечі поділяють на ті, які рубають, які рублячи-колють, що колючи-рубають, колючі.
Розподіл обосічної рубаючо-колючої зброї на мечі й кинджали досить умовний, найчастіше меч відрізняється довшим клинком (від 40 см). Маса меча коливається від 700 г (гладіус) до 6 кг (цвайгендер, фламберг). Маса одноручного який рубає або рубляче-колючого меча становила від 0,9 до 2 кг.
Меч був наступально-оборонною зброєю професійного воїна, часто із привілейованого (шляхетного) стану. Для володіння мечем були потрібні тривалі тренування, роки практики й спеціальна фізична підготовка. Відмінною рисою меча є його універсальність:
- мечем озброювалися й піші й кінні воїни, а як допоміжною зброєю навіть лучники;
- рубаючі удари меча відрізняються особливою потужністю, особливо при рубанні із сідла, як проти безпанцирних ратників, так і воїнів в обладунках (ефективний захист від меча забезпечували тільки латні елементи обладунків);
- мечем можна завдавати як рубаючих, так і колючих ударів;
- меч було зручно постійно мати при собі (без допомоги зброєносця) і в небезпеці швидко приготувати до бою.

Меч від античності до Пізнього Середньовіччя був настільки відомим видом зброї, що, поряд з щитом, став символом воїна й військової справи, увійшов в геральдику, афоризми й приказки, навіть в XXI столітті залишаючись пізнаваним символом і героєм фентезійної і навіть науково-фантастичної літератури. При цьому на практиці протягом більшої частини своєї історії меч був дорогим і порівняно малопоширеною зброєю, граючи в комплексі озброєння, як правило, допоміжну роль. Основною бойовою холодною зброєю аж до широкого поширення вогнепальної був спис у різних його формах (втім, теж рушниця з багнетом являє собою варіант того ж списа).
Появу перших бронзових мечів відносять до початку 2-го тисячоріччя до н. е., коли з'явилася можливість виготовляти клинки більшого розміру, ніж у кинджалів.
У європейських країнах мечі активно використалися до кінця XVI століття, а в XVII столітті були остаточно замінені на шпаги, шаблі й палаші, які по суті являли собою його особливі, високо спеціалізовані форми. На Сході, включаючи Козацьку Русь та Московщину, шабля остаточно витіснила меч уже до кінця XIV століття.

## Мечі стародавності

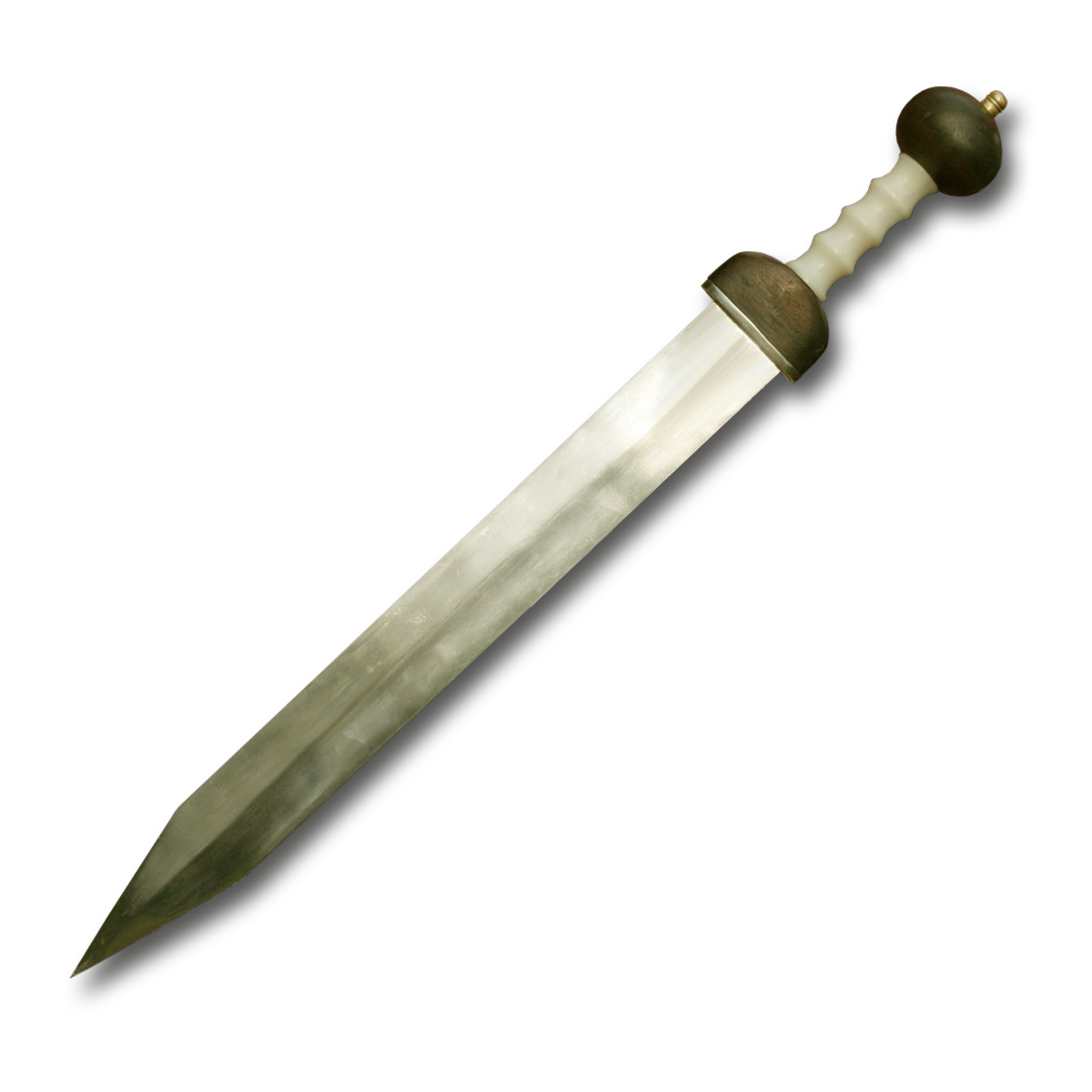
Сучасна реконструкція римського гладіуса

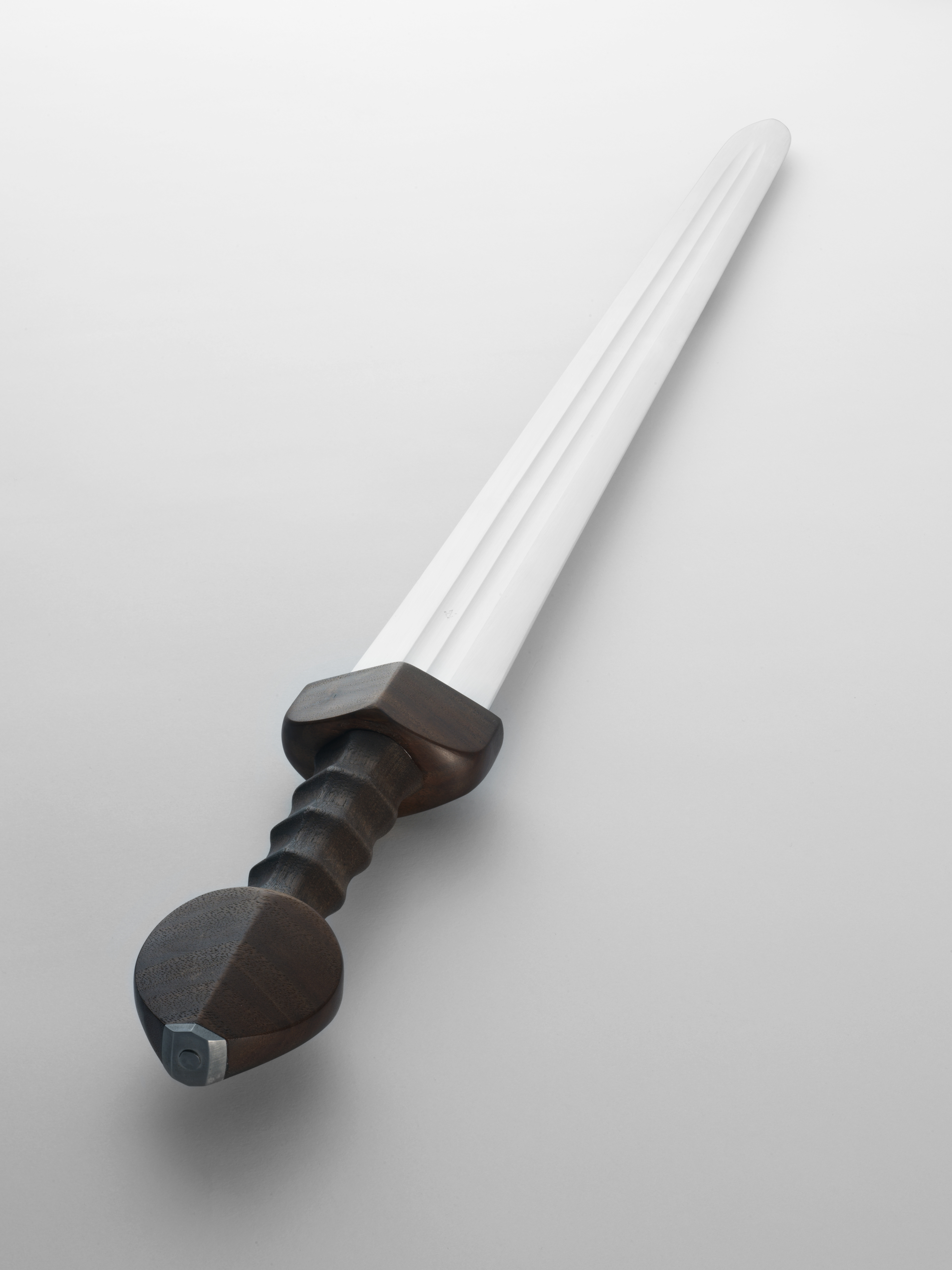
Сучасна реконструкція кавалерійської спати

Найдавніша мечоподібна зброя знайдена в Анатолії, хоча її частіше відносять все ж до кинджалів. На титул найдревнішого меча у світі на сьогодні претендує бронзовий меч, що знайдений російським археологом А. Д. Резепкіним у кам'яній гробниці під час розкопок Майкопської археологічної культури. Даний меч у цей час експонується в Ермітажі в Санкт-Петербурзі. Цей бронзовий меч (загальна довжина 63 см, довжина руків'я 11 см) датується другою третиною 4-го тисячоріччя до н. е. До цієї знахідки найдревнішими вважалися мечі, знайдені італійським археологом Пальмієрі, який у верхів'ях Тигру в одному із древніх палаців знайшов скарб зі зброєю: списа й кілька мечів (заг. довжина — 40 см). Знахідки Пальмієрі датуються кінцем 4-го тисячоріччя,,
Потім мечі зустрічаються не пізніше 1000 р. до н. е., бронзові мечі, виявлені на території як Скіфії, так і Скандинавії, датуються I тис. до н. е.), широкого поширення вони не одержали. Справа в тому, що основним матеріалом для виготовлення клинків була бронза, а вона відрізняється пристойною масою й високою ціною. Меч виходив або зайво важким, або занадто коротким з поганими властивостями, для рубання. Зате з неї було простіше виготовити ефективніший складновигнутий клинок, тому що його отримували литтям, а не куванням, як пізніше залізний. Тому клинкова зброя древніх цивілізацій спочатку була вигнута з однобічним заточенням. До них належать давньоєгипетський хопеш, давньогрецька махайра і запозичений греками в персів копіс — всі вони по сучасній класифікації належать до шабель.
Залізні мечі починають активно використовуватися з VI століття до н. е.
Найбільшу популярність отримали наступні види мечів, які колють-рубають:
- Ксифос — давньогрецький меч загальною довжиною не більше 70 см, клинок загострений, листоподібної форми, рідше прямий;
- Махайра — давньогрецький вигнутий меч
- Копіс — давньогрецький вигнутий меч
- Гладіус — римські легіонери були озброєні короткими мечами — гладіусами, від назви якого походить слово «гладіатор»;
- Акінак — скіфський меч — з VII до н. е.;
- Міція — меотський меч — з V по II ст. до н. е.

Пізніше, рубаючі мечі почали застосовувати кельти й сармати. Сармати використовували мечі в кінному бою, їхня довжина доходила до 110 см. Хрестовина сарматського меча досить вузька (ширше леза на 2—3 см), руків'я довге (від 15 см), навершя у формі кільця. Спата кельтів застосовувалася як пішими воїнами, так і вершниками. Загальна довжина спати доходила до 90 см, хрестовина була відсутня, навершя масивне, кулясте. Спочатку вістря спата не мала.

## Руські мечі

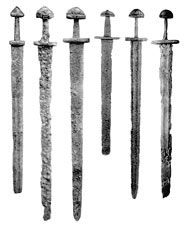
Мечі Стародавньої Русі

За оснащенням різноманітними мечами Київська Русь не поступалася тогочасним провідним країнам. Від X ст. руси володіли обробкою булату та виготовляли власні мечі. З археологічних знахідок кінця IX — першої половини XI ст. переважає каролінгзький тип цього класу зброї, другої половини XI—XIII романський. Переважна їх кількість була вітчизняного виробництва.

## Середньовічні мечі (Захід)
В Європі меч у Середньовіччя одержав широке поширення, мав багато модифікацій й активно використовувався до Нового Часу. Меч змінювався на всіх етапах Середньовіччя:
- Раннє Середньовіччя. Германці використовували однолезові клинки з гарними рубаючими властивостями. Яскравий приклад — скрамасакс. На руїнах Римської імперії найбільшою популярністю користувалася спата. Бої ведуться на відкритому просторі, оборонна тактика застосовується вкрай рідко. Обладунки в занепаді — тільки найбільш знатні воїни захищені кольчугою або, рідше, металевою лускою. У результаті, у Європі панує меч, що рубає, із пласким або закругленим вістрям, вузькою, але товстою хрестовиною, коротким руків'ям й масивним навершям. Звуження клинка від руків'я до вістря практично немає. Діл досить широкий і неглибокий. Маса меча не перевищує 2 кг. Такий тип меча заведено називати меровінзьким. Каролінзький меч відрізняється від меровінзького, головним чином, загостреним кінцем. Але й цей меч використовувався як рубаюча зброя, незважаючи на загострений кінець. Скандинавський варіант древньогерманського меча відрізняється більшою шириною й меншою довжиною, оскільки кавалерію древні скандинави практично не використовували через своє географічне знаходження. Давньослов'янські мечі по конструкції від древньогерманських практично не відрізнялися.

- Високе Середньовіччя. Відбувається ріст міст і ремесел. Росте рівень ковальської майстерності й металургії. Відбуваються Хрестові походи й міжусобиці. На зміну шкіряним обладункам приходять металеві. Зростає роль кавалерії. Набирають популярність лицарські турніри, дуелі й бугурти. Бої часто проходять у тісноті (замки, будинки, вузькі вулиці). Все це накладає відбиток на меч. Панує меч, що рубає-коле. Лезо стає довшим, товстішим і вужчим. Діл вузький і глибокий. Клинок звужується до вістря. Подовжується руків'я і навершя стає невеликим. Хрестовина стає широкою. Маса меча не перевищує 2 кг. Це так званий романський меч.

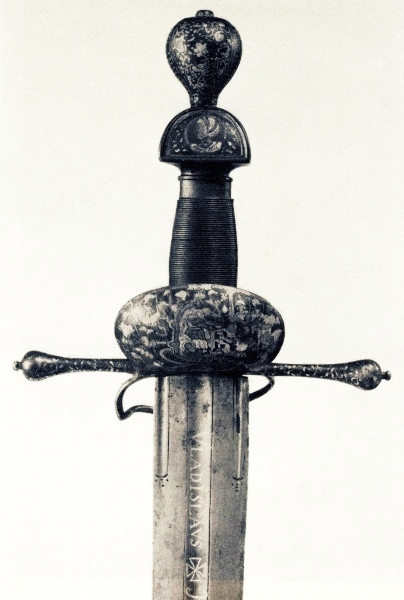
Меч Сагайдачного

- Пізнє Середньовіччя. Іде експансія в інші країни. Тактика ведення бойових дій стає усе різноманітнішою. Використовуються обладунки з високим ступенем захисту. Все це сильно впливає на еволюцію меча. Розмаїтість мечів — колосальна. Крім одноручних мечів (ручник) зустрічаються півтораручні (півторак) і дворучні мечі (дворучник). З'являються колючі мечі й мечі із хвилястим лезом. Починає активно використовуватися складна гарда, що забезпечує максимальний захист кисті, і гарда типу «кошик». Різноманіття європейських мечів:

 — бастард;
 — кацбальгер;
 — цвайгендер;
 — фламберг;
 — еспадон;
 — клеймор;
 — есток;
 — ск'явона;
 — шотландський кошиковий меч;
 — гаудеген;
 — меч ката — меч із широким лезом і закругленим кінцем.

## Міфи й популярні уявлення про меч
Як і із усякою іншою зброєю, що має культовий статус, з мечем зв'язаний цілий ряд міфів і застарілих уявлень про цей вид зброї, які часом донині часто проскакують навіть у наукових працях. Загальна ознака загальновідомих, але помилкових переконань про характер конкретно європейської холодної зброї, це виключно особисті враження на основі фільмів, фентезійної та романтичної літератури, які, у свою чергу, обумовлені неможливістю для широких мас ознайомитися з оригіналами. У цей час є присутнім тенденція глоріфікації ближньо- і далекосхідної зброї, про європейські зразки мечів і шабель найчастіше судять протилежно; що характерно, розхожість думок у переважній більшості випадків обумовлена не реальними властивостями клинків, а особистими уподобаннями, модою й тією картиною про древні часи, що поширюють ЗМІ, найчастіше ґрунтуючись на звичних романтичних уявленнях 19 століття.

### Європейські мечі були важкими, не мали балансу й були незручні в бою
Дуже розповсюджений міф, що говорить, що європейські мечі важили набагато більше ніж де-небудь, і переважно застосовувалися для контузії супротивника. Лицар нібито бив мечем як дрюком по обладунках й домагався перемоги нокаутом, тому що меч був скоріше «напівтупим шматком, що проламує, залізо» ніж гострим клинком. Часто називають вагу до 15 кілограмів або 30—40 фунтів Ці думки насамперед не відповідають дійсності: збережені оригінали прямих європейських бойових мечів коливаються від 650 до 1400 грамів Більші «ландскнехтівські дворучники» не входять у цю категорію, тому що не були класичним мечем лицаря, а являли собою вузькоспеціалізований клинок для бою в строю 16 століття. Середня вага мечів була отже 1,1-1,2 кг. Якщо взяти до уваги, що вага бойових рапір (1,1-1,4 кг), палашів (до 1,4 кг) і шабель (0,8-1,1 кг) також була переважно не нижче одного кілограма, та їхня перевага й «добірність», так згадувана часто фехтувальниками 18-го й 19-го століття, нібито на противагу «важким мечам стародавності», більш ніж сумнівно.
Якщо взяти за основу параметри оригіналу 12 століття (які є типовими для мечів класичного середньовіччя), де при максимальній товщині клинка в 4,7 мм біля гарди й усього лише майже 3 мм у центрі удару (при довжині клинка від 52 до 38 см аналогічно) цей екземпляр чисто фізично не може важити три, а то й п'ять кілограмів. Тільки при товщині клинка в 1 см можна досягти трьох кілограмів, або ж із застосуванням важких металів як матеріалу клинка — що саме по собі нереально й непрактично. Такі мечі невідомі ні історикам, ні археологам.
Баланс європейських клинків коливався залежно від сфери застосування, у мечів вагою в 1100—1200 грам він звичайно перебував у районі 11—13 см від гарди, що в загальному відповідає балансу аналогічних клинків інших країн і культур.
Таким чином, насправді не існує конкретних історичних основ, щоб стверджувати, що європейські бойові мечі були якоюсь мірою менш зручні й ефективні, ніж мечі інших культур. Саме собою, варто враховувати існування парадних мечів, які найчастіше мали значні розміри й вагу, але споконвічно не були бойовою зброєю.

### Європейські мечі не мали гострого заточення
Гострота європейських прямих мечів часто оцінюється як недостатня, із чого часто роблять висновок, що ними користувалися як інструментом, що проламує, для розкриття важких обладунків. Іконографічні, історичні, письмові й археологічні джерела доводять однак до нашої відома, що ранньосередньовічна спата була гладко полірована й гостро відточена (лист Теодоріха I королю вандалів Тразамунду). У середньовічних хроніках згадуються мечі, які в силу своєї гостроти могли розрубати людину надвоє. Також оригінали збалансовані як рубаючо-колюча зброя (центр ваги на 8—11 см від гарди в півтораків 14—16 століть), а не як бейсбольна битка, що взагалі ж то слід було очікувати від зброї, якою били «як дрюком».
Однак вирішальним фактором гостроти є геометрія леза й кут загострення; оригінали як правило мають у центрі удару (прим. 2/3 клинки) ширину від 25 до 45 мм і товщину від 2,5 до 6 мм. З огляду на поперечний переріз клинка (найчастіше ромбоподібний або лінзоподібний) автоматично виходить кут загострення від 20 до 30 градусів. Але найголовніший аргумент — це відсутність тупої округлої крайки або тупокутного загострення, як у зубила, в оригіналів; кут загострення в 50—60 градусів неможливий при одночасному збереженні оригінального поперечного переріза. Тим самим, леза більшості бойових оригіналів мають геометрію, що фактично призначена для тримання гострої крайки й не дозволяє тупих кутів по типу зубила. Сприйняття європейського середньовічного меча як притупленої «ударної зброї», отже, невірне.
Також існують археологічні знахідки, які свідчать про гостроту зброї, незважаючи на застосування пластинчастого панцира. Розкопки останків загиблих 15-го століття виявили рубані рани й відрубані кінцівки. Також у фехтувальних посібниках 15-го століття існують зображення, де мечем (приблизно тип XVIII по типології Окшотта) відрубують руку й голову, причому його передньою тонкою частиною. Якщо не вважати, що автор перебільшив у рекламних цілях, то дані зображення свідчать про надзвичайну гостроту європейських прямих клинків.
Додатковим доводом на користь розумної гостроти європейських мечів є той факт, що принаймні в німецьких фехтувальних манускриптах 14—17 століть методи нанесення ран завжди розділялися на три частини — січний удар, укол і поріз. Такі атаки, як ковзний поріз м'яких тканин, автоматично вимагають прийнятного заточення, із чого можна укласти, що мечі тієї епохи в цілому відповідали цим вимогам.

### Погана сталь європейських мечів
Найвідоміший міф говорить, що японський меч є вершиною ковальської справи протягом всієї історії людства. З наукового погляду це некоректно: ще кельти, римляни й германці раннього Середньовіччя, починаючи з III століття до н. е., успішно застосовували технологію зварювання різних сортів вуглецевої сталі й рафінації кричного заліза (криця). Це доводять не тільки археологічні знахідки, але й сучасні дослідження ранньосередньовічних клинків за допомогою металографії і японського полірування клинків з метою виявлення структур на поверхні стали. Полірування європейських клинків японськими майстрами довела, що античні й ранньосередньовічні ковалі вміли відмінно рафінувати сталь, загартовування клинків (зонна або східчаста) також перебували на рівні.
Технологія сиродутної печі, починаючи з 13-го й кінчаючи 14-15-ми століттями, досягла в пізнє Середньовіччя свого апогею, і в цілому металографічні дослідження підтверджують, що європейська сталь часом не поступалась сучасній сталі. Дослідження церемоніального меча з Ессенській Скарбниці (Німеччина) показали, що меч, виготовлений в 10-му столітті й що має складне візерункове зварювання, містить дуже мало сірки (0,005 %) і фосфору (0,015 %). Середній зміст вуглецю середньовічних мечів було в районі 0,6-0,8 %, твердість їхньої ріжучої крайки й клинка звичайно коливалася від 45 до 58 одиниць по Роквелу. Часто ранньосередньовічні мечі мали складну конструкцію із застосуванням зварного дамаскування. Найпоширенішими дизайнами були: корпус із привареними лезами, тришарова конструкція (высоковуглецева сталь між двох шарів середньовуглецевої) і середньовуглецева серцевина, «обгорнена» у високовуглецеву сталь. Таким чином, твердження, що європейці Середньовіччя не вміли виготовляти якісну сталь — анахронічно й не підтверджується науковими дослідженнями.
Досить часто європейській сталі протиставляють сталь близького Сходу, зокрема булат, що мається на увазі як досконаліший матеріал для виготовлення клинків. Тут треба сказати, що міф про абсолютну перевагу тиглевих східних сталей не обґрунтований; дотепер археологами не знайдений жоден близькосхідний клинок старше 15-го століття на території західної Європи, що виготовлений або зі зварної сталі або з тиглевого булата, хоча дотримуючись відповідного міфу, лицарі їх купували на «вагу золота», тому що вони нібито «різали кольчугу як масло». Ніяких історичних доказів імпорту східної зброї в Європу 11—14 століть дотепер не існує. Також не існує доказів, що місто Дамаск в епоху Хрестових Походів було скільки-небудь значущим збройовим центром.
Розповсюджені історії про булатні клинки і японські мечі, які нібито могли рубати сталь без наслідків для себе, насправді є продуктом сучасної популярної культури й не відповідають історичній дійсності: межа міцності людських костей перебуває в районі 150 N/mm², дерева 70—130 N/mm², а чисте залізо, як правило, має близько 200—300 N/mm² при твердості нижче 20 одиниць Роквела. Якщо врахувати, що класична клинкова сталь має твердість в 45—64 одиниць Роквела при межі міцності від 600 до 1000 N/mm², то повне перерубування клинка з такого матеріалу або залізного латного обладунку в 1,5-2 мм товщини потребує теоретичну силу, яка у рази перевищує можливості людини й сталі як матеріалу. Зарубки на обладунках, шоломах і невеликі прорізи в кольчузі історично доведені, але доказу перерубування кірас і шоломів «навпіл одним змахом» — не існують як наслідок фізичної неможливості такого.
Головним джерелом міфу про перевагу східної сталі над європейською варто визнати романтичну повість «Талісман» Вальтера Скотта, де в процесі зустрічі Річарда й Саладіна європейський король демонструє міць удару важкого дворучного меча, а Саладин небачену гостроту своєї шаблі. Незважаючи на те, що дана сцена вигадана, і демонстровані клинки явні анахронізми (дворучний меч уперше з'являється в 13 столітті, а ісламський «скімітар» в 16 столітті), вона міцно ввійшла у свідомість багатьох поколінь і дотепер трактується як «історично достовірна».
Що стосується арабських історичних джерел, тобто ряд авторів з 9 по 13 століття (Аль-Кінді, Ібн-Міскавейх, Аль-Біруні, Насреддін Аль-Тусі), які описують європейські клинки як якісні дорогі вироби нарівні з булатом. На тлі даних джерел варто визнати, що європейська сталь цінувалося навіть у тих країнах, про які прийняте думати як про металургійно розвиненіші, ніж Європа.

### Європа не мала розвинених систем бою
Що стосується схеми бою, то науці відомі більше сімдесяти документів, називаних «Fechtbücher», тобто фехтувальні посібники, які складалися майстрами бойових мистецтв із 13-го по 17-й століття. Найдавніший з них — Манускрипт I.33 — доводить, що вже в 13 столітті фехтування й володіння холодною зброєю в цілому були систематизовані й викладалися фахівцями. Також з фоліантів 15-го століття випливає, що схема бою тих часів ґрунтувалося на техніці й швидкості, але ніяк не винятково на грубій фізичній силі. В епоху пластинчастих обладунків звичайно застосовувалися уколи по слабких місцях обладунків, а рубаючі удари мали місце, тільки коли супротивник був без обладунків. Биття по кірасі й по інших мечах гострою крайкою, також як і безладне, безсистемне застосування сили історично не підтверджується, і тому розглядається як продукт популярної культури 20-го століття.

## Дворучні мечі

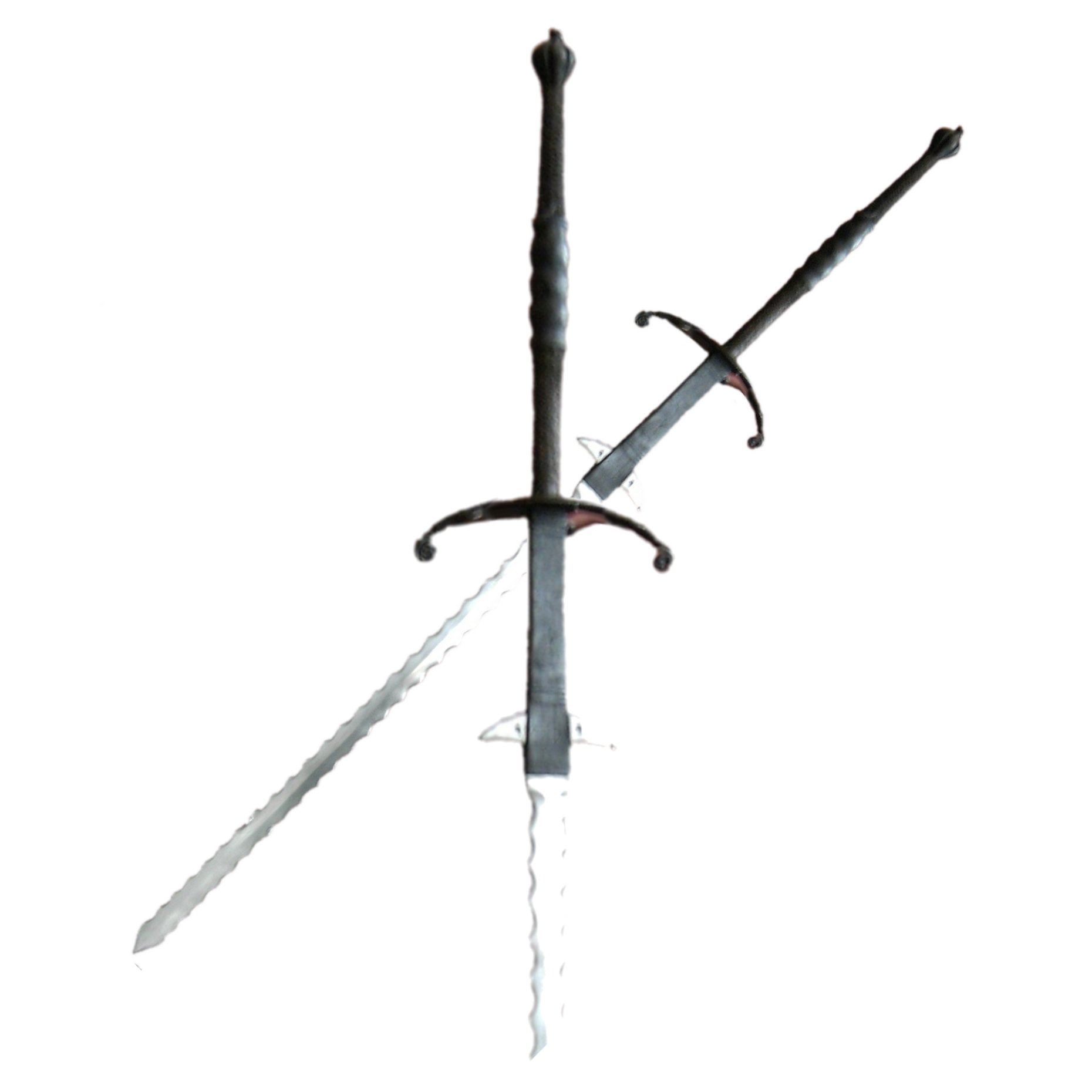
Фламберг XVI ст. з музею в Дрездені

Особливу, різко обмежену по своєму призначенню й способу використання різновид прямих мечів являли собою гіганти вагою 3—5 кг із клинками завдовжки 120—160 см — дворучники. Їх можна назвати мечами серед мечів, тому що ті прийоми володіння, які для коротших варіантів були бажані, для дворучного меча виявлялися єдино можливі.
Вигода дворучників полягала в їхній здатності пробивати суцільні лати (при такій довжині клинка його кінець рухався дуже швидко, а вага забезпечувала більшу інерцію) і великої досяжності. Ці якості були особливо важливі, якщо піший бився проти кінного у всеозброєнні. Дворучний меч застосовувався, переважно, для двобоїв або в розірваному ладі, тому що вимагав великого простору для розмаху. Проти списа дворучний меч давав спірну перевагу — можливість перерубати ратище списа супротивника й, фактично, обеззброїти його на кілька секунд (поки списник не витягне припасену на цей випадок зброю, якщо вона є) зводилася на ніц тим, що списник був набагато мобільнішим й рухливішим. Важким дворучником (приміром, європейським еспадоном) скоріше можна було збити жало списа убік, ніж перерубати.
Викувані з передільної сталі двуручники, у тому числі й «полум'яніючі клинки» — фламберги (фламбержі), переважно виступали як озброєння найманої піхоти XVI століття й призначалися для боротьби з лицарською кавалерією. Популярність цього клинка в найманців доходила настільки, що спеціальною буллою папи римського клинки з декількома вигинами (не тільки двуручники, але й мечі з більше короткими «полум'яніючими» клинками) були визнані негуманними, не «християнською» зброєю. Воїнові, узятому в полон з таким мечем, могли відрубати праву руку або навіть убити.
Нічого магічного у хвилястому лезі фламберга, до речі, не було, — вигнута крайка мала кращі ріжучі властивості й при ураженні утворювався «ефект пилки» — кожен вигин наносив свій розріз, залишаючи в рані пелюстки плоті, які мертвіли й починали загнивати. А крім того, при ковзних ударах фламберг наносив більші ушкодження, ніж прямий меч.

## Кончар,есток,сідельний меч
Півтораручник, у західноєвропейській термінології іменовані бастардами (англ. Bastard — незаконнонароджений) застосовувалися з XIII століття, але вже до середини XV століття їхня неспроможність при рубанні європейських обладунків цього періоду стала очевидною. Не тільки меч розумних габаритів, але й сокира виявлялася недостатньо сильною проти них. Як рубаюча зброя, меч зовсім перестав виправдувати себе.
З іншого боку, і зовсім без меча було якось незвично — у плані зручності відбиття ударів меч був незамінний, та й можливість нанесення ним дуже точних ударів дозволяла, наприклад, вражати в обличчя ворогів у відкритих шоломах. Ці міркування на початку XV століття навели європейських зброярів на думку кувати мечі із гранованим клинком — «естоки».
До цієї ж думки трохи раніше прийшли й на Русі, де така зброя була відомо ще з XIV століття за назвою кончар. Причиною його появи (вірніше, запозичення в тюркських народів, які, у свою чергу, скопіювали китайський дааб) було, природно, не безсилля мечів проти пластинчастого панцира, а більша ефективність гранованого клинка при пробитті кольчуг, бехтерців, прядив'яних каптанів і вовняних бурок.
Крім того, клинок, що має в перетині 3—6 граней, був міцнішим, що дозволяло зробити меч довшим й легшим, ніж він вийшов би із плоским рубаючим клинком. При довжині леза 110 см есток або кончар важили всього 1,2—1,5 кг — удвічі менше, ніж півтораручник аналогічної досяжності. З іншого боку, така вага була цілком достатня й для відбивання ударів мечів.
Естоки, втім, не набули великої популярності ні на заході, ні на сході Європи, хоча подекуди й продовжували використовуватися навіть до XVII століття. Занадто незручний був колючий меч для вершника. Крім того, на Русі вже з XIV століття зварена зброя стала зазнавати конкуренцію з боку дамаської, а в Європі з початку XVI століття з'явилася передільна сталь, що істотно розширила можливості зброярів.
Застосування пружної сталі для вироблення клинка дозволило почасти повернути йому рубаючі функції при збереженні достоїнств естока. В XVI столітті на озброєнні європейської кавалерії з'явилися довгі й вузькі мечі, добре придатні для нанесення ударів уперед, але здатні й розрубувати шоломи. Назви вони мали всілякі, — залежно від будови руків'я, але в Європі іноді вже називалися шпагами, а в Московському царстві, будучи на озброєнні рейтарських полків в епоху царя Олексія Михайловича Найтихішого, іменувалися «сідельними мечами», тому що московити вважали їх занадто довгими й незручними для носіння на перев'язі.
Кавалерійські шпаги при довжині клинка 90—100 см важили звичайно всього 1,5—1,7 кг і зберігали типовий для мечів баланс, проте, прийоми володіння ними вже не були схожі на такі, як для прямого меча минулих часів. До рубаючої зброї сідельні мечі, за виключенням хіба що, іспанських клинків з толедського дамаску, можна було віднести з великою натяжкою. Та й вузький клинок не створював помітних аеродинамічних ефектів. Так що, володіли ними, дійсно, уже як шпагами або естоками, — не обертали, а у вихідній позиції втримували не над, а перед собою.
Гарда сідельних мечів у зв'язку з цим могла б бути вже й закритою, але часто ще продовжувала робитися не тільки відкритою, але й півтора- або навіть дворучною, — захват меча двома руками міг знадобитися для відбиття удару важчої зброї.
Незважаючи на більшу конкуренцію з боку шабель і палашів, сідельні мечі (можливо, через свій розкішний вигляд) продовжували використовуватися в Європі (у тому числі в Козацькій Русі) й Московії аж до кінця XVII століття.

## Символізм меча
Меч символізує справедливість і правосуддя, вищу владу (меч — одна із царських інсигній), достоїнство, лідерство, силу, світло, мужність, пильність. На метафізичному рівні він персоніфікує всепроникаючий розум, силу інтелекту, проникливість. Подібно тому, як меч розсікає вузли, так і розум досягає найзатишніших куточків думки. Обосічний меч — важливий образ божественної мудрості й правди. В Одкровенні Іоанна меч виходить із вуст Христа як символ непереможної небесної істини.
Меч був атрибутом римського бога Марса, що виступає як охоронець мирної праці, у принципі, меч — зброя оборонна. Військовий меч (якщо тільки не означає пам'яті полеглим) зображується вістрям догори, меч же правосуддя — вістрям униз.
У той же час меч залишається символом війни, існує зворот «перекувати мечі на рала» — роззброїтися, відмовитися від войовничих намірів. Він походить від цитати з Ветхого Заповіту (Ісайя, 2:4): «І судитиме [слово боже] народи, й каратиме багато племен; і перекують мечі свої на рала і списи свої на серпи; не здійме меча народ на народ і не будуть більше воювати».
Меч — фалічний символ, але разом з піхвами персоніфікує єдність чоловічого й жіночого начал. Меч, що лежить між чоловіком і жінкою, — знак чистоти їхніх відносин, заборони на близькість. Меч розділяє й відокремлює душу від тіла, Небо від Землі, полум'яніючий меч відокремлює людину від раю (Буття. 3:24).
Два (схрещених) мечі символізують з'єднання двох гілок влади — духовної й світської.

## Меч у міфології і езотериці

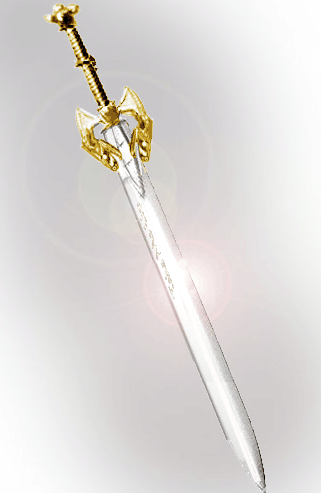
Легендарний Екскалібур — меч короля Артура в уявленні Бріттона Лароша.

Меч символізує силу, гідність, лідерство, вищу справедливість, світло. мужність, пильність. На метафізичному рівні він уособлює всепроникаючий розум, силу інтелекту, проникливість.
Двосічний меч — важливий образ божественної мудрості й правди. В Одкровенні Іоанна меч виходить із вуст Христа як символ непереможної небесної істини. У буддизмі меч сприймається як зброя мудрості, що відтинає неуцтво. Вішну часто зображували з вогняним мечем пізнання в руках.
У багатьох міфологіях меч має амбівалентне значення, у якому, переважно, протиставляється життя й смерть. Меч розділяє й відокремлює — душу від тіла, небо від землі. У деяких традиціях меч служить мостом в інший світ (наприклад, міст Чінват у Давньому Ірані).
Одночасно меч, який складається з леза та руків'я, є символом з'єднання, союзу, особливо якщо приймає форму хреста. Даруванням меча супроводжувалося прийняття у лицарське братство; поклавши руку на меч, промовляли клятви, що обумовлювали життя або, у випадку їхнього порушення, смерть. Культ меча особливо помітний у японській традиції та у лицарів Середньовіччя.
Меч знаний як символ життєвої сили й атрибут бога війни. Меч може ототожнюватися з блискавкою богів-громовержців (священний меч Сусаноо, меч-блискавка Індри, полум'яний меч Вішну).
Меч наділений магічною владою відбивати сили пітьми. Часто величезний, виготовлений з небесного вогню, він служить зброєю богів Сонця й культурних героїв, які з його допомогою борються з чудовиськами (Мардук, що розрубує Тіамат; архангел Михаїл, який валить мечем Люцифера). Меч часто захищає непорочну дівчину від хтонічного чудовиська (Персей і Андромеда, святий Юрій).
При виготовленні цієї грізної зброї використовувалися таємні знання й навички, завдяки чому мечі наділялися надприродними властивостями. Звідси й численні легенди про чарівні мечі, такі, як Екскалібур — меч короля Артура.
Меч західного типу, із його прямим лезом, завдяки своїй формі служить сонячним символом. Східний меч вигнутий являє собою жіноче, місячне начало.

## Меч у релігіях
В індуїзмі Калкі — передбачене майбутнє втілення Вішну — зображується на білому коні, що тримає звичайні емблеми Вішну й зброю, подібну мечу. Калки буде породжений наприкінці Каліюги, нинішньої темної епохи, й проголосить початок нової юги. У ведичній традиції меч символізує блискавку.
У буддизмі меч сприймається як зброя мудрості, символ просвітління. «Подібно тому, як меч розтинає вузли, так і розум досягає найзатишніших куточків буддійської думки». Манджушрі, один із трьох головних бодхісаттв у буддійській міфології, зображується як фігура, що тримає в піднятій правій руці палаючий меч і у лівій руці книгу.
У даосів меч символізує проникаюче в сутність явища осяяння, перемогу над неуцтвом.
У японців меч — це мужність, сила. Поряд із перлиною та дзеркалом, священний меч, подарований Сусаноо богині Аматерасу, належить до Трьох Великих Скарбів Імператора. Бог бурі Сусаноо добув його в бою з восьмиголовим драконом.
У скандинавській міфології згадується меч Фрейра, що боровся сам по собі, й меч Хеймдалля, стража біля мосту-веселки Біврест.
За давньогрецьким переказом, сиракузький тиран Діонісій Старший запропонував своєму фавориту Дамоклу, який вважав його найщасливішим із смертних, на один день свій престол. Дамокл раптово під час бенкету побачив над своєю головою меч, що висів на кінській волосині, й зрозумів примарність благополуччя, постійно присутню загрозу при вдаваному процвітанні. «Дамоклів меч» — образний вислів, що означає постійно загрозливу небезпеку при видимому благополуччі.
У християнстві меч уособлював страсті Господні, мучеництво. Він є зброєю архангела Михаїла, а також використовується як атрибут багатьох святих. За допомогою меча відтинається все недостойне й безплідне, «усяке дерево, що не приносить доброго плоду». Біблейські херувими з вогняними мечами охороняють ворота раю. Меч при цьому символізує начало вищої справедливості.
У мусульман меч символізує священну війну проти невірних, а також війну людини проти його власного зла.
В алхіміків хвилясті, двосічні мечі, що нагадують язики полум'я, символізують вогонь, що очищає, і подібно духу, вбиває й воскрешає до життя.

## Знамениті й легендарні мечі
- Див.: Список знаменитих і легендарних мечів
- Жуайоз
- Меч Боабділа

## Галерея

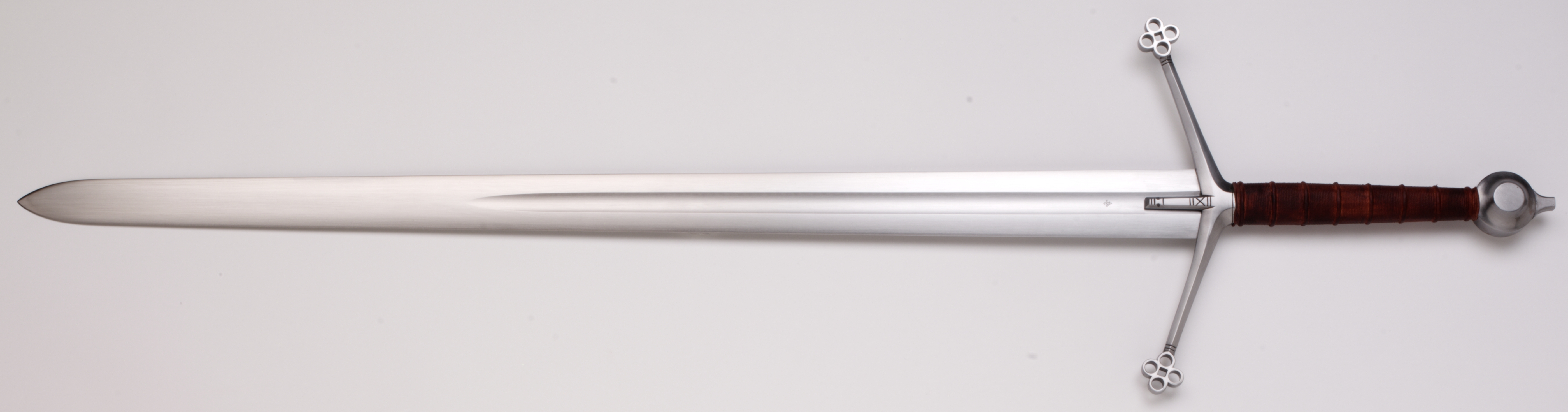
Шотландський дворучний обосічний клеймор з долом. Загальна довжина: 118 см; Довжина леза: 92 cm; Ширина ґарди: 13 см; Довжина долу: 59 см; Вага: 1.8 кг; Довжина руків'я: 18.3 см.
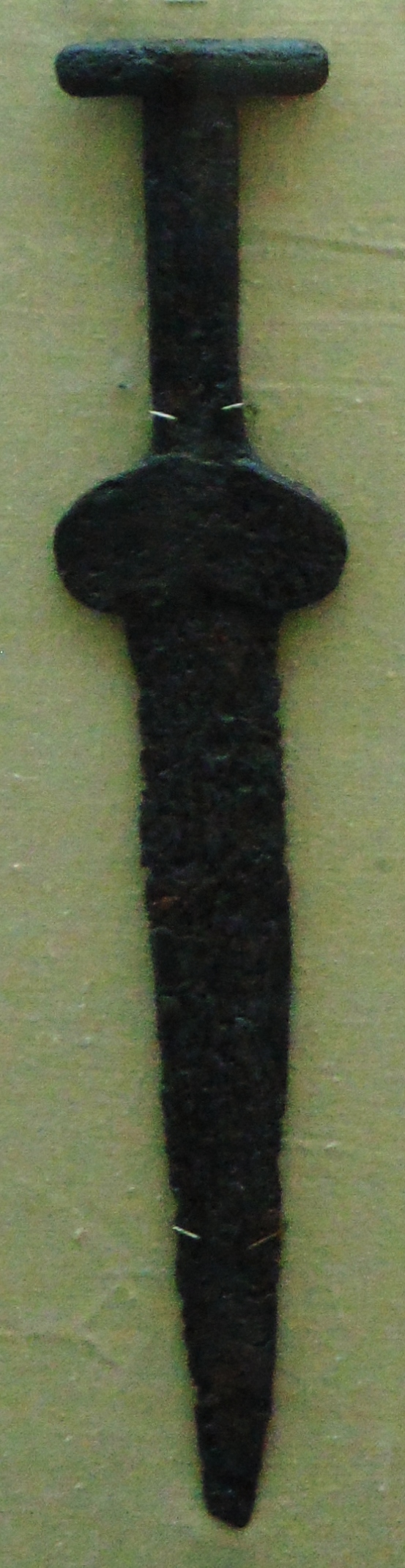
Скіфський меч. Київський археологічний музей
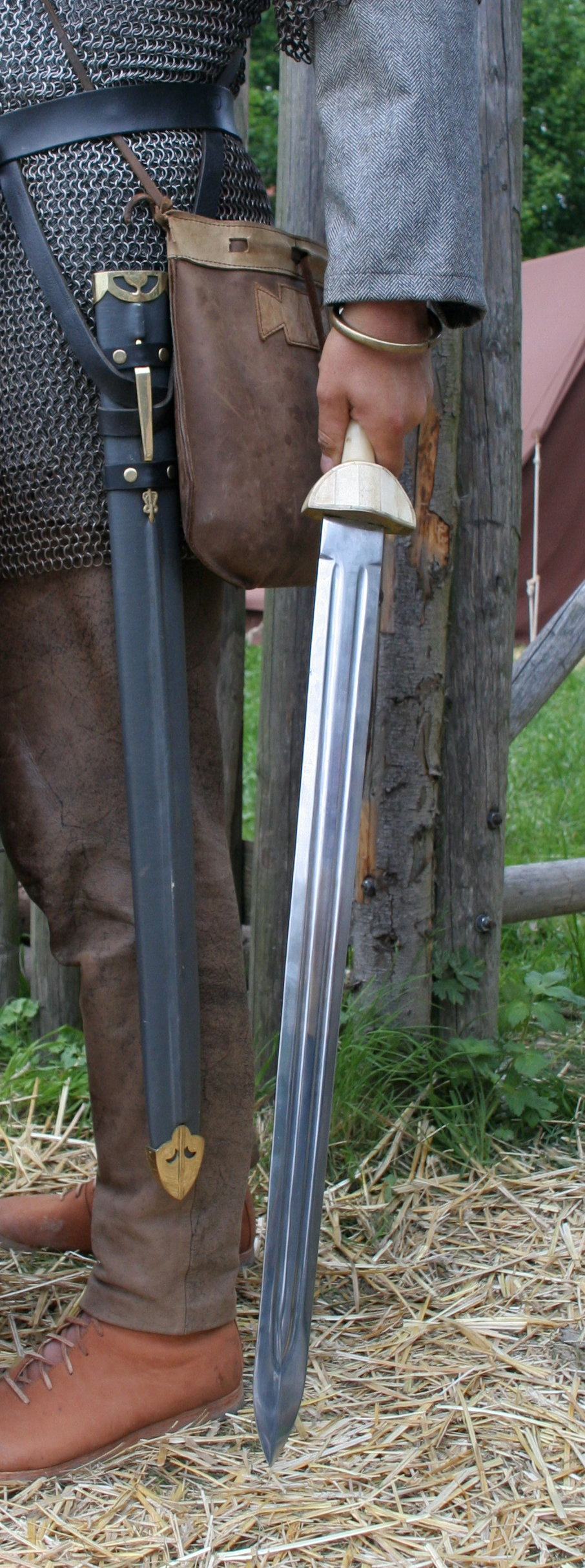
Сучасна реконструкція кавалерійської спати II ст.